# Sin Cars

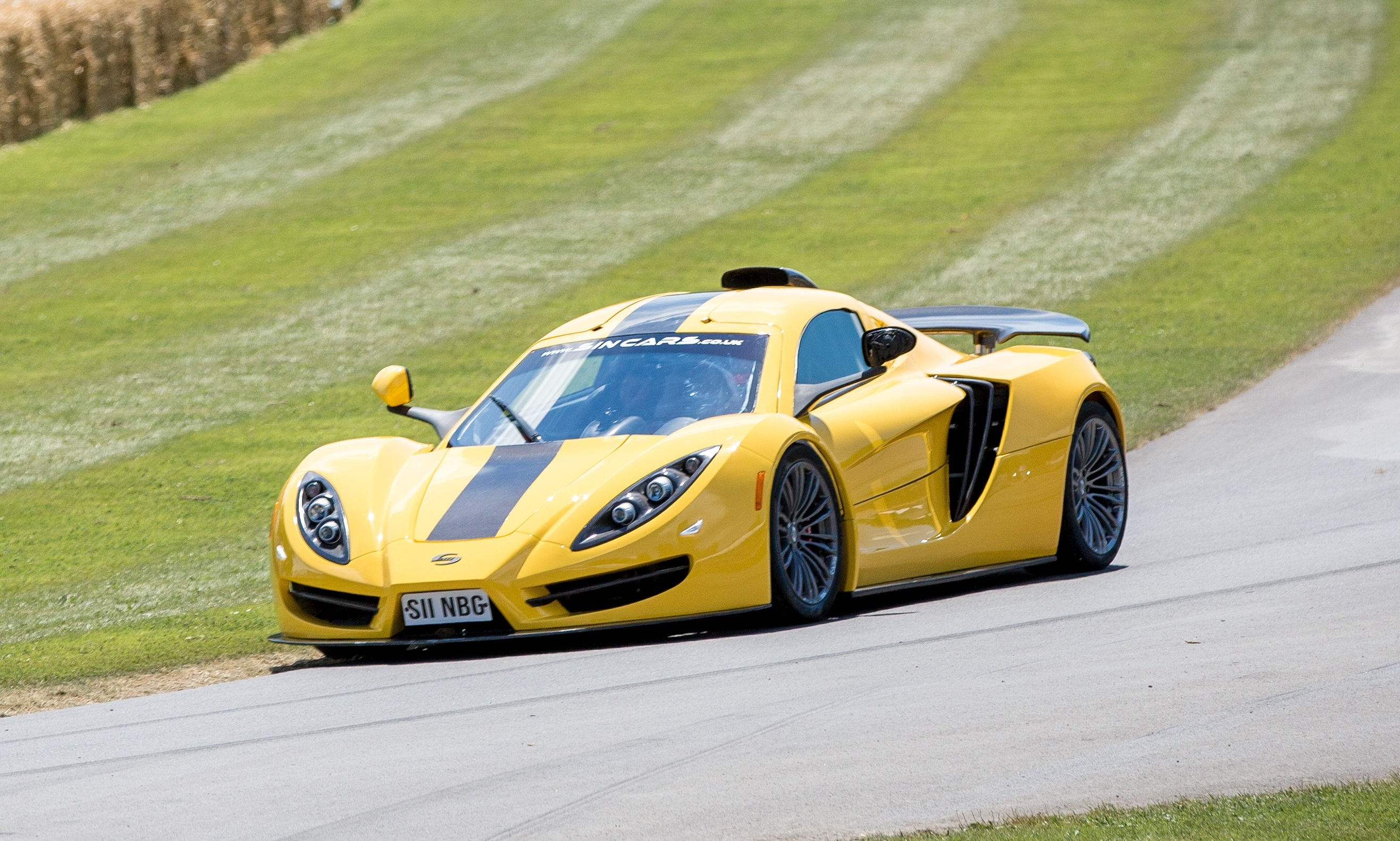
Sin R1

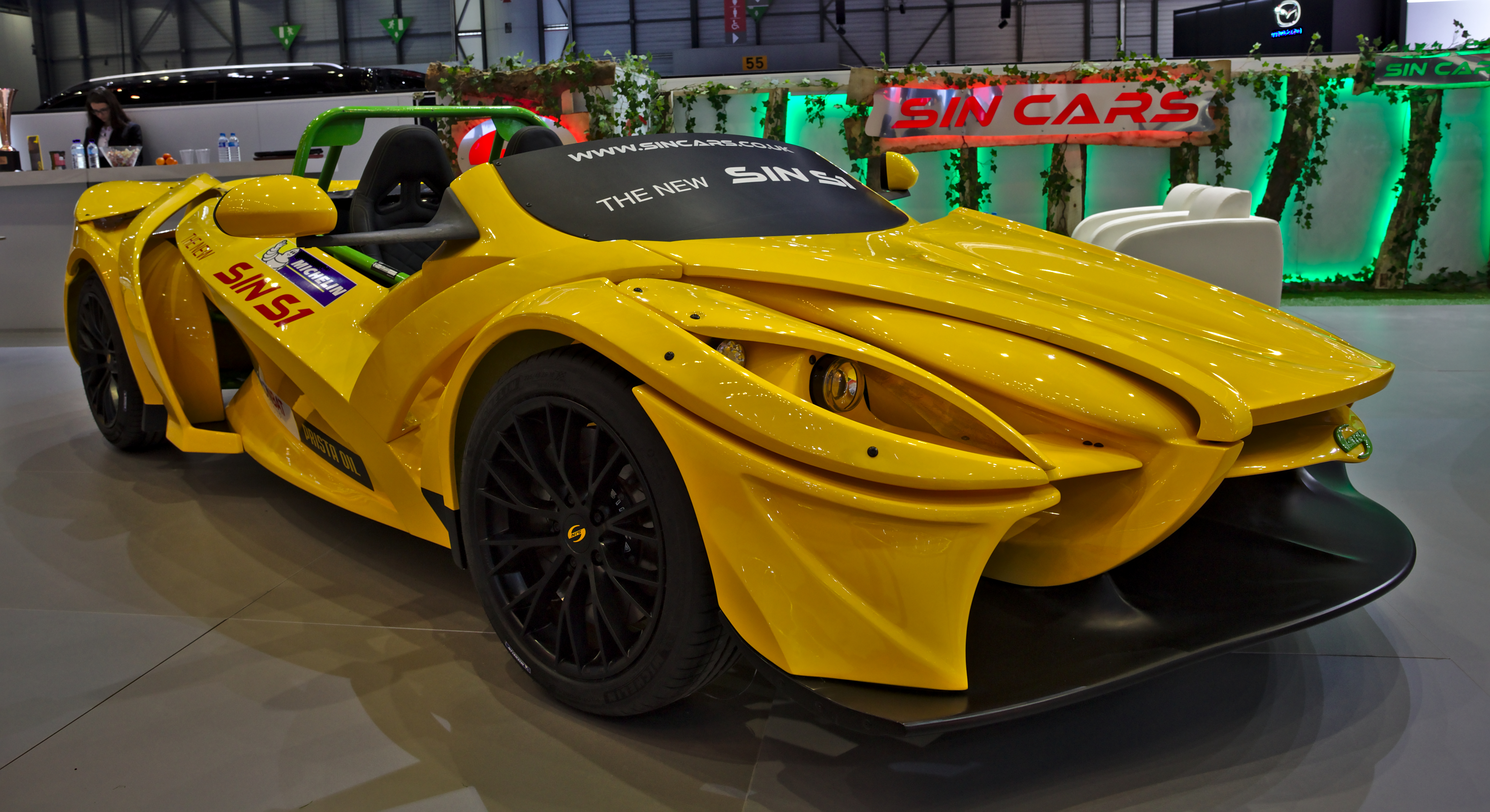
Sin S1

Sin Cars – bułgarski producent supersamochodów, z siedzibą w Ruse, działający od 2012 roku. 

## Historia
Przedsiębiorstwo Sin Cars zostało założone przez bułgarskiego inżyniera i kierowcę wyścigowego Rosena Daskałowa w Wielkiej Brytanii w 2012 roku. W styczniu 2013 roku w Birmingham zaprezentowano pierwszy prototyp Sin R1. W 2015 roku firma rozpoczęła małoseryjną produkcję dopuszczonego do ruchu drogowego samochodu sportowego Sin R1. Samochód wyposażony jest w 6,2-litrowy silnik V8 o mocy 450, 550 lub 650 koni mechanicznych i może przyspieszyć od 0 do 100 km/h w 3,5 s. W  wyniku nieporozumień z brytyjskim partnerem biznesowym Daskałow przeniósł siedzibę do bułgarskiego Ruse, później otworzył także oddział firmy w bawarskim Königsmoos. W marcu 2018 roku na salonie samochodowym w Genewie zaprezentowano kolejny model marki – Sin S1. 
W 2018 roku rozpoczęto prace nad lekką ciężarówką o napędzie elektrycznym – L City, a w listopadzie tego samego roku Daskałow ogłosił plan ekspansji marki na rynek pojazdów elektrycznych. W 2021 roku przedsiębiorstwo Sin ogłosiło plan masowej produkcji L City, roczna produkcja miałaby wynosić 20 tys. egzemplarzy. 

### Seria wyścigowa
Sin wszedł do europejskiej serii GT4 w sezonie 2015, a modelem reprezentującym markę był Sin R1 GT4. Bułgarski zespół Sofia Car Motorsport startujący Sinem zajął 8. miejsce w końcowej klasyfikacji, a w 2016 roku 11. miejsce.
W 2016 roku zespół Racers Edge Motorsports ścigał się samochodem Sin R1 GT4 w północnoamerykańskiej serii wyścigów Pirelli World Challenge.

## Modele samochodów
- Sin R1
- Sin R1 GT4 (wersja wyścigowa)
- Sin S1
- Sin L City Sun
- Sin L City